# 雍瑞生
雍瑞生（1965年—），宁夏中卫人，汉族，中华人民共和国政治人物、第十二届全国人民代表大会宁夏地区代表。
毕业于华中科技大学工程管理专业，現任寧夏石化公司總經理。加入中国共产党。2013年，担任全国人大代表。